# Thomas Marquardt

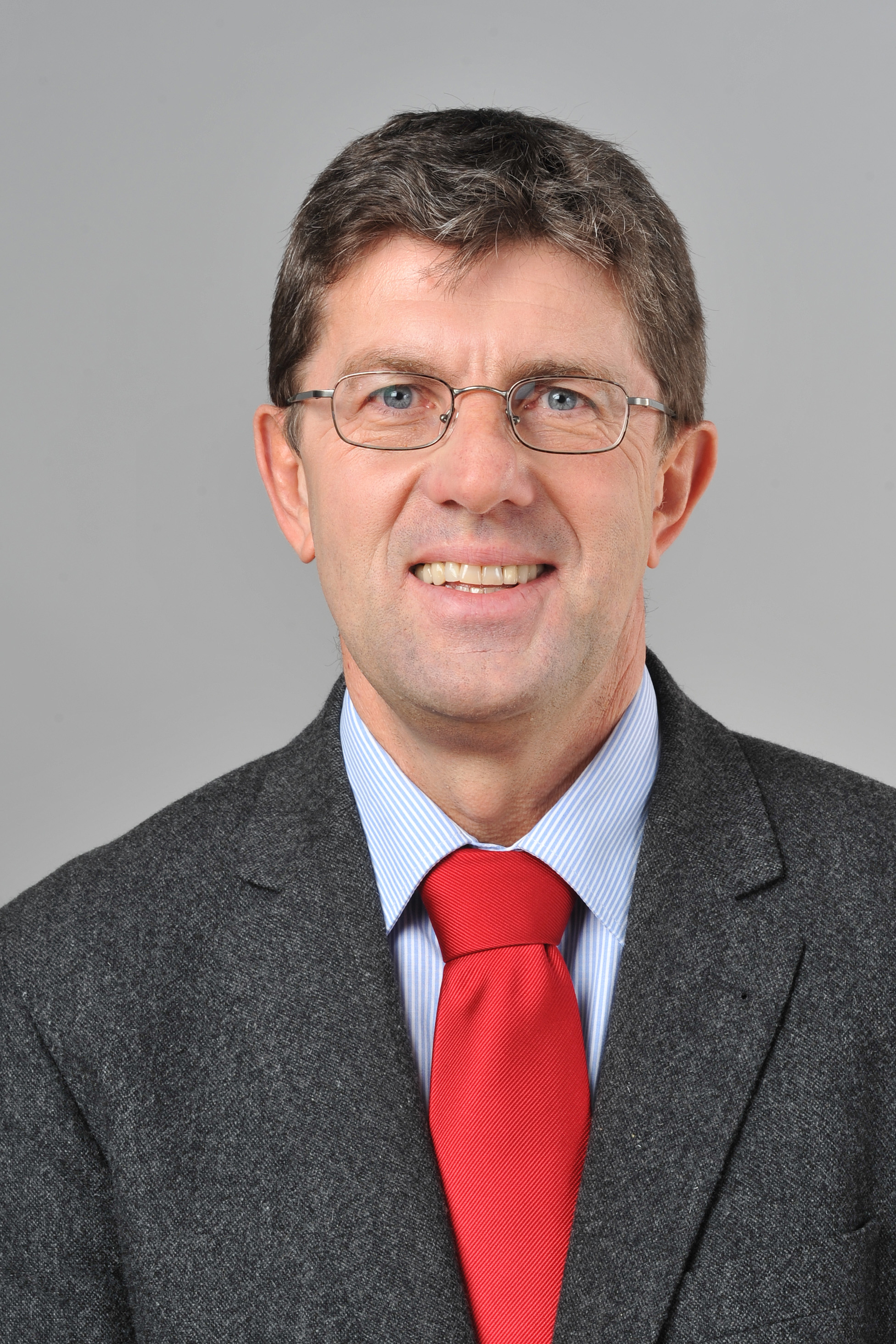
Thomas Marquardt

Thomas Marquardt (* 29. Juli 1957 in Paderborn) ist ein deutscher Politiker (SPD). Von 2012 bis 2017 gehört er dem Landtag von Nordrhein-Westfalen an.

## Leben
Marquardt wuchs die ersten Lebensjahre in der Nähe der Zeche Grimberg in Bergkamen-Weddinghofen auf. Am Gymnasium Bergkamen legte er 1976 sein Abitur ab. 1983 beendete er sein durch die Bundeswehr ermöglichtes Studium als Diplompädagoge mit dem Schwerpunkt Erwachsenenbildung an der Helmut-Schmidt-Universität in Hamburg und war danach als Berufsoffizier tätig. Für die Bundeswehr war er in vielen Ländern aktiv, darunter im Kosovo, in Mazedonien, in Kanada und den Vereinigten Staaten. Bis 2012 war er Kasernenkommandant der Lützow-Kaserne in Münster-Handorf.

## Partei und Politik
Marquardt ist seit 1993 Mitglied der SPD. Er war acht Jahre lang Vorsitzender des Ortsvereins Handorf, von 2004 bis 2009 Vorsitzender der SPD-Fraktion in der Bezirksvertretung Münster-Ost sowie von 2009 bis zu seiner Wahl in den Landtag Ratsherr der Stadt Münster. Bei der Landtagswahl 2012 gewann er das Direktmandat im Wahlkreis Münster I.
Im Landtag war Marquardt Mitglied des Innen- und Rechtsausschusses, der Vollzugskommission und Schriftführer. Darüber hinaus war Marquardt Beauftragter der SPD-Fraktion für die Belange der Bundeswehr.

## Privates
Marquardt lebt mit seiner Frau und seinen vier Kindern seit 1994 in Münster-Handorf. Er spielte bis zu einem Kreuzbandriss auch aktiv Fußball.